# Plurales romances
En este artículo se describen las diferentes maneras de formar las formas plurales de los sustantivos y adjetivos en las lenguas romances, y se describen las diversas hipótesis acerca de cómo estos sistemas surgieron históricamente a partir de los patrones de declinación del latín vulgar.

## Dos tipos de marcado de los plurales
Las lenguas románicas se pueden dividir en dos grandes grupos, dependiendo de cómo se forman las formas plurales regulares de los sustantivos y adjetivos.
Una estrategia es la adición del sufijo plural -s. Por ejemplo:
- castellano: buena madre → buenas madres

Las lenguas modernas que cuentan con este tipo de sufijo plural incluyen catalán, francés, occitano, portugués, gallego, romanche y sardo.
La otra estrategia consiste en cambiar o añadir la vocal final:
- italiano: buona madre (singular) → buone madri (plural)

Los principales ejemplos de las lenguas romances modernas que presentan este tipo de marcado plural son italiano y rumano.
En términos generales, las lenguas que se hablan en las zonas al norte y al oeste de Italia suelen tener el marcado de los plurales en s, mientras que las lenguas que se hablan en la Italia central y meridional y al este de ella tienen el marcado de los plurales vocálico.
El desarrollo histórico de estos dos tipos distintos de la morfología plural es un tema importante y controvertido en la filología romance.

## Latín
La siguiente tabla ilustra las formas singular y plural de la primera, segunda y tercera declinaciones en el latín clásico:
|            | bona «buena» | bona «buena» | bonus «bueno» | bonus «bueno» | mater «madre» | mater «madre» | homo «hombre» | homo «hombre» |
|            | singular     | plural       | singular      | plural        | singular      | plural        | singular      | plural        |
| nominativo | bona         | bonae        | bonus         | bonī          | mater         | matrēs        | homō          | homĭnēs       |
| acusativo  | bonam        | bonās        | bonum         | bonōs         | matrem        | matrēs        | homĭnem       | homĭnēs       |

Las formas del latín vulgar correspondientes se muestran a continuación:
|            | singular | plural | singular | plural | singular | plural  | singular | plural  |
| nominativo | ˈbɔna    | ˈbɔne  | ˈbɔno    | ˈbɔni  | ˈmadre   | ˈmadres | ˈɔmo     | ˈɔmines |
| acusativo  | ˈbɔna    | ˈbɔnas | ˈbɔno    | ˈbɔnos | ˈmadre   | ˈmadres | ˈɔmine   | ˈɔmines |

## Origen del plural en-s
Las formas plurales en -s en las lenguas como el español (v. gr., buenas madres, buenos hombres) se pueden explicar sin rodeos como descendentes de las formas del acusativo latino en -as, -os, y -es. Sin embargo, los sustantivos y adjetivos de la tercera declinación tienen -es tanto en el nominativo como en el acusativo, por lo que el plural -s de estos vocablos se podría derivar de cualquiera de los casos. También hay evidencia de que el latín vulgar puede haber conservado la terminación plural nominativa -as en la primera declinación, atestiguado en el latín antiguo y substituido por -ae en el latín clásico literario. Las variedades romances que conservaron la distinción de caso nominativo frente acusativo durante el período medieval (francés antiguo, occitano antiguo, suprasilvano antiguo) se manifiestan las formas en -s, tanto para los plurales nominativos como acusativos de los sustantivos femeninos de la primera declinación.

## Origen de los plurales vocálicos
Hay debate sobre la génesis de los plurales rumanos e italianos, conteniendo algunos que afirman que se derivan de los sufijos latinos nominativos -Ī y -AE, y otros que afirman que se traen parcialmente del sufijo acusativo. Al principio, la teoría del nominativo parece más sencilla; pero la del acusativo es más popular actualmente.
Los sufijos italianos son -e (para los sustantivos en -a), e -i (para los en -o y -e). La teoría del nominativo sugiere que el plural de -o, -i y el de -a, -e, se derivan con sencillez de los nominativos -Ī y -AE, respectivamente (se sabe que AE se convirtió en e en cada lengua neolatina), y que el de -e, -i, es análogo al de -o. (La forma nominativa correspondiente en latín es -ĒS. Sin la /s/ final, ambo plural y singular serían tener -e, cual es problemático y se rectificó por la adquisición de -i.)
La teoría del acusativo propone que la sugestión que la -e procede de -as:
1. En italiano, el masculino amico tiene el plural de amici con /tʃ/ (el resultado esperado palatal antes de -Ī), pero la femenina amica tiene el plural amiche, aquel no es confiado con /k/ si e < -AE, pero esperado si e < -ĀS. (La transformación de AE a e aconteció mucho antes de la palatalización, así /tʃ/ es esperado aquí también. Es improbable que esta distribución inusual se causó análogamente; si sí, o /tʃ/ o /k/ sería esperado en ambas formas.)
2. Napolitano y ciertas otras hablas menores italianas tienen alteraciones no esperadas como gatto "gato", i atti "los gatos" contra gatta "gata", e ggatte "las (gatas". En estas lenguas, la caída de /ɡ/ es esperada entre las vocales; el tipo con /ɡɡ/, como e ggatte, sólo ocurriría normalmente si hubo una consonante perdida que antiguamente precede la /ɡ/. Esto sugiere que la e napolitana (italiana habitual le) viene del latín (ILL)ĀS, no de *(ILL)AE.
3. La palabra aislada italiana dunque «así» corresponde al sardo duncas. Tampoco vocablo se puede derivar del latín DUMQUAM, y la natura incomunicada de esta palabra significa que la mutación analógica es improbable. El sardo duncas sugiere el protorromance *DUNQUAS, con dunque siendo el efecto esperado (mismo con la anormal qu antes de e) si -AS se volvió a e.

Fundamentalmente, la teoría del acusativo plantea que:
1. Los plurales italianos vienen del plural nominativo.
2. No obstante, protorromance llevó el plural nominativo -ĀS, no *-AE.
3. Las siguientes transformaciones fonológicas ocurrieron:
  1. /as/ > /ai/, /es/ > /ei/.
  2. En las sílabas no acentuadas, /ai/ > /e/, /ei/ > /i/.

La primera de estas alteraciones es casi cierta, dados ejemplos como tu stai «tú estás de pie» < TŪ STĀS; el italiano meridional crai «mañana» < CRĀS; tu sei «tú eres» < TŪ S(ED)ĒS; sei «seis» < SEX (probablemente protoitaliano *sess); italiano meridional trei «tres» < TRĒS. Notase también noi «nosotros» < NŌS. La segunda variación fonológica es translingüísticamente comunísima. Además, revela un número de formas de otra manera inexplicable en italiano:
- El plural -i corresponde al latín -ĒS
- Verbal tu dormi «tú duermes» < protorromance occidental /tu dɔrmes/ < TŪ DORMIS
- Verbal tu tieni «tú posees» < TŪ TENĒS
- Subjuntivo (che) tu ami «que tú ames» < TŪ AMĒS

Indicativo tu ami «tú amas» < TŪ AMĀS no es esperado; esperaríamos *tu ame. Sin embargo, tu ame es en realidad atestiguado en toscano antiguo.  En este caso, parece que -i fue generalizado como la terminación universal de tu a costa de perder la -e. Nótese la todavía más chocante generalización del primero plural -iamo, in principio solamente la manifestación del modo subjuntivo de los verbos de -ere y -ire.)
Si esta proposición es correcta, algo similar debe haber sucedido en rumano.

## Lazos externos
- Research Centre for Romance Linguistics (Universidad de Oxford): The Romance noun: A comparative-historical study of plural formation (en inglés)

- Datos: Q7362435